# Ron Gilbert
Ron Gilbert és un dissenyador de videojocs, programador i productor estatunidenc, més conegut pel seu treball en diversos jocs d'aventures clàssics de LucasArts, incloent-hi Maniac Mansion i els primers dos jocs de Monkey Island. Gilbert va ser cofundador de Humongous Entertainment i la seva empresa germana Cavedog Entertainment. Els seus jocs se centren generalment en la narrativa interactiva. A més, Ron va fundar Hulabee Entertainment amb Shelley Day després de sortir de Humongous Entertainment. En l'actualitat, treballa com a director creatiu d'estudi de desenvolupament Hothead Games amb seu a Vancouver.